# Польська друга ліга з футболу
Польська друга ліга з футболу (пол. II liga polska w piłce nożnej) — третій за значимістю дивізіон в ієрархії польського футболу. До сезону 2007-08 дане змагання називалося Третя ліга, але після перейменування Першої ліги в Екстраклясу, змінилися назви і всіх нижчих ліг. З 2002 року в лізі грають тільки футбольні клуби з професійним (спортивні акціонерні товариства) і напівпрофесійним (об'єднання фізичної культури) статусами. До сезону 2014/15 в турнірі брало участь 36 команд, розділених на дві групи за регіональною ознакою (Східна і Західна). Починаючи з сезону 2014/15 групи об'єднані в одну, яка складається з 18 клубів

## Групи
У Східній групі грали команди з Вармінсько-Мазурського, Лодзинського, Люблінського, Мазовецького, Малопольського, Підкарпатського, Підляського і Свентокшиського воєводств.
У Західній групі грали команди з Великопольського, Західнопоморського, Куявсько-Поморського, Любуського, Нижньосілезького, Опольського, Поморського і Сілезького воєводств.

## Команди
У сезоні 2018/19 в турнірі беруть участь такі команди:
- «Бленкінті» (Старгард)
- «Ресовія» (Ряшів)
- «Елана» (Торунь)
- «ГКС» (Белхатув)
- «Гриф» (Вейгерово)
- «Гурник» (Ленчна)
- «РОВ» (Рибник)
- «Погонь» (Седльце)
- «Олімпія» (Ельблонг)
- «Олімпія» Грудзьондз
- «Радомяк» (Радом)
- «Розвуй» (Катовиці)
- «Рух» (Хожув)
- «Сярка» (Тарнобжег)
- «Скра» (Ченстохова)
- «Сталь» (Стальова Воля)
- «Відзев» (Лодзь)
- «Зніч» (Прушкув).